# 沈國 (山西)
沈国，是先秦时期的一个诸侯国。
沈国的祖先是金天氏。金天氏有后代叫做昧，担任水官，昧的儿子有允格、台骀。台骀世代为官，疏通汾河、洮河，堵住大泽，带领民众住在广阔的高平之地。颛顼因此嘉奖把他封在汾川，分为沈国、姒国、蓐国、黄国四国，承担台骀的祭祀。台骀被尊为汾水之神。晋国在春秋时代统一了汾水一带，灭掉了这四个国家。